# Henri Polson
Henri Merit Polson mlađi (engl. Henry "Hank" Merritt Paulson Jr.; 28. mart 1946) je biznismen iz SAD, predsjednik i generalni direktor velike investicione banke Goldman Sachs.
Dana 30. maja 2006. predsjednik SAD Džordž V. Buš ga je nominovao da služi kao ministar finansija, nakon ostavke Džona Snoua.
Paulson je diplomirao na Harvardu, a od godine 1972. je služio u administraciji predsjednika Ričarda Niksona. Godine 1974. se priključio banci Goldman Sachs, a njegov generalni direktor postao 1998.
Henry Paulson je oženjen i ima odraslog sina i kći. Pored bankarstva, bavi se radom na zaštiti okoline, a u slobodno vrijeme svira rok muziku.